# Douglas E. Kimmins
Douglas E. Kimmins, Douglas Eric Kimmins, född den 4 augusti 1905, död den 30 augusti 1985, var en brittisk entomolog som arbetade vid British Museum.
1923 började Kimmins som personlig assistent till Harold Maxwell-Lefroy vid Royal College of Science. Efter Maxwell-Lefroys död 1925 började Kimmins att arbeta på British Museums naturhistoriska avdelning, där han skulle bli kvar i 45 år. Trots att han saknade examen utsågs han till vetenskaplig rektor 1958. Fram till pensioneringen 1970 publicerade Kimmins 259 artiklar och beskrev 39 nya släkten samt 648 nya arter, främst inom nattsländor och trollsländor.
Släktena Kimminsia, Kimminsiella och Kimochrysa samt en rad arter med epitetet kimminsi har uppkallats efter honom.
Auktorsnamnet Kimmins kan användas för Douglas E. Kimmins i samband med ett vetenskapligt namn inom zoologin; se Wikipedia-artiklar som länkar till auktorsnamnet.